# Sint-Lambertuskerk (Escharen)
De Sint-Lambertuskerk is een kerkgebouw in Escharen in de gemeente Land van Cuijk in de Nederlandse provincie Noord-Brabant. De kerk staat aan het Burgemeester de Bourbonplein 2 en op ruim 50 meter naar het noorden ligt het kerkhof.
De kerk is gewijd aan Sint-Lambertus.

## Geschiedenis
Reeds voor het jaar 1000 stond er in Escharen een kerk. In 2001 werden er bij archeologische opgravingen sporen van houten paalfunderingen aangetroffen onder oude kerkfundamenten en dit zou wijzen op een houten kerkje stammend uit de 10e eeuw. Tevens werd toen de fundering gevonden van een tufstenen kerkje dat van rond 1150 moet zijn geweest. Rond 1250 werd het kerkgebouw met bakstenen vergroot.
Uit 1486 is de oudste schriftelijke vermelding bekend van een kerkje in Escharen.
In 1648 werd na de Vrede van Münster de toen bestaande Lambertuskerk gesloten door de autoriteiten en mochten de mensen uit Escharen hier niet meer ten kerke gaan.
In 1672 werd het toegestaan om een schuurkerk te bouwen in Escharen.
In 1799 werd de middeleeuwse kerk teruggegeven aan de katholieken. Het gebouw was een ruïne na gebruikt te zijn geweest als veestal en doordat er amper onderhoud aan was gepleegd. De katholieken bleven echter liever de schuurkerk gebruiken.
In 1809 voegde men aan de schuurkerk een kerktoren toe.
In 1863 bouwde men de huidige neogotische kerk die in 1864 werd ingewijd.
In 1930 werd de kerk uitgebreid met een zijbeuk en een transeptarm aan de noordzijde.

## Opbouw
De georiënteerde neogotische kerk bestaat uit een westtoren, tweebeukig schip met vier traveeën in basilicale opstand, een transeptarm tegen de noordzijde van de meest oostelijke schiptravee en een koor van twee smallere koortraveeën met een driezijdige koorsluiting. De kerktoren is een geveltoren met drie geledingen en een ingsnoerde achtkantige naaldspits. Het schip heeft over de drie westelijke traveeën een zijbeuk onder een lessenaarsdak, het schip zelf heeft samen met het koor een samengesteld zadeldak.

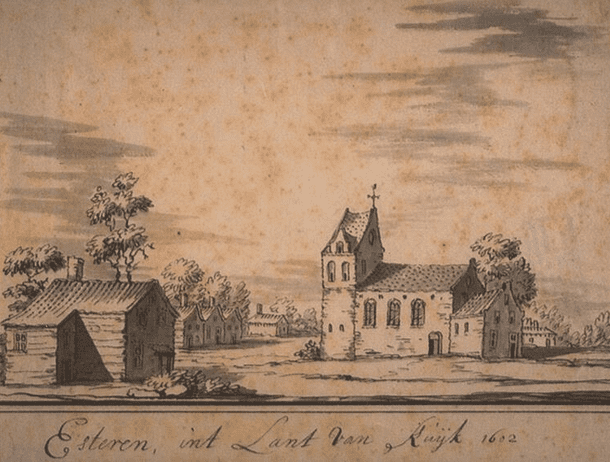
Afbeelding van de Lambertuskerk int Lant van Kuijk 1602
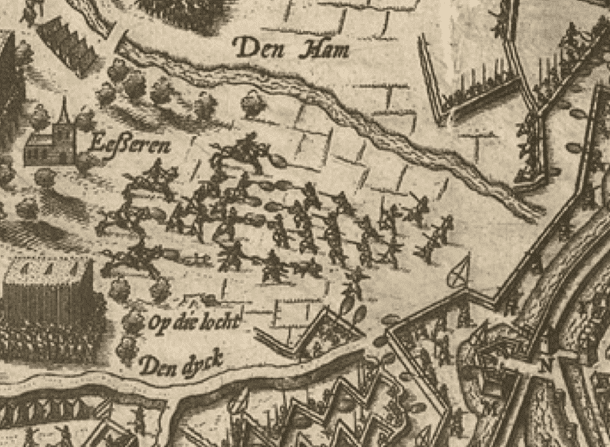
Kaart van het Beleg van Grave in 1602 met links de Lambertuskerk